# Sint-Andries (Brugia)
Sint-Andries (fr. Saint-André, Saint-André-lez-Bruges) – dzielnica (deelgemeente) miasta Brugia w Belgii, w Regionie Flamandzkim, w prowincji Flandria Zachodnia, w okręgu Brugia. 1 stycznia 2020 roku liczyła 19 818 mieszkańców. Do 31 grudnia 1970 samodzielna gmina.

## Demografia
Liczba mieszkańców, stan na 1 stycznia:
| Rok                | 1930 | 1947   | 1961   | 2020   |
| ------------------ | ---- | ------ | ------ | ------ |
| Liczba mieszkańców | 8119 | 10 583 | 13 409 | 19 818 |